# The Heart of the Blue Ridge
The Heart of the Blue Ridge è un film muto del 1915 diretto da James Young con Edwin L. Hollywood come aiuto regista. Fu l'ultimo film girato da Clara Kimball Young sotto la direzione del marito James Young.

## Produzione
Il film fu prodotto dalla Shubert Film Corporation. Venne girato in Virginia, nelle Blue Ridge Mountains.

## Distribuzione
Distribuito dalla World Film, il film uscì nelle sale cinematografiche USA il 17 ottobre 1915. Ne venne curata una riedizione che uscì nel 1917 con il titolo The Savage Instinct.
Non si conoscono copie ancora esistenti della pellicola che viene considerata presumibilmente perduta.